# Jean de Brunhoff
Pour les articles homonymes, voir Brunhoff.
Jean de Brunhoff, né le 9 décembre 1899 dans le 14e arrondissement de Paris et mort le 16 octobre 1937 à Montana (Suisse), est un auteur-illustrateur français, créateur de Babar.

## Biographie
Jean de Brunhoff est mondialement connu pour sa création du personnage de Babar, dont le premier titre paraît aux éditions du Jardin des modes en 1931.
Jean de Brunhoff est le fils d'un éditeur puis imprimeur, Maurice de Brunhoff, et de Marguerite Meyer ; petit-fils naturel de Moritz von Haber et d'Ida de Brunhoff, il serait, selon la légende familiale, l'arrière-petit-fils naturel d'Oscar Ier, roi de Suède et de Norvège. Il se destine à la peinture, contrairement à sa sœur Cosette et son frère Michel qui s'orientent vers l'édition et la mode, participe au Salon des Tuileries et au Salon des indépendants et expose dans de nombreuses galeries parisiennes.
Il est mobilisé en 1917, mais ne montera jamais au front. Démobilisé en 1921, il étudie à l'Académie de la Grande-Chaumière, notamment dans l'atelier d'Othon Friesz[source secondaire souhaitée], où il côtoie nombre d'artistes.
Le 27 octobre 1924, en la mairie du 8e arrondissement de Paris, il épouse la pianiste Cécile Sabouraud, fille du médecin Raymond Sabouraud et de Thérèse Balandier, et sœur du peintre Émile Sabouraud, avec laquelle il aura trois enfants. Cécile aime conter des histoires à ses fils, notamment celle d'un petit éléphant poursuivi par des chasseurs et se réfugiant en ville. Ainsi naît l'ébauche de ce qui deviendra un héros de contes pour enfants. Jean, devant l'engouement de ses fils, donne vie à Babar.
En 1936, il écrit pour le théâtre avec Léon Chancerel Une aventure de Babar, créé par les Comédiens routiers  avec une musique de scène de Pierre Vellones, le 11 octobre 1936 à Épinal puis au Théâtre de l'Oncle Sébastien et lors de l'Exposition universelle 1937.[source secondaire souhaitée].
Jean de Brunhoff meurt d'une tuberculose osseuse foudroyante en 1937. Il est inhumé au cimetière du Père-Lachaise (division 65) à Paris. À sa mort, son frère Michel, travaillant alors à Vogue Paris, supervise la publication des deux dernières histoires de Babar écrites par Jean : Babar en famille ainsi que Babar et le père Noël. Ces deux albums posthumes, de moindre qualité formelle, sont d'abord publiés en feuilleton dans le journal britannique The Daily Sketch. Il[Lequel ?] sera également publié dans les numéros de décembre du magazine de mode Harper's Bazaar[réf. nécessaire].
Il fut un hôte assidu de Sainte-Maxime (Var), où se situe le départ en montgolfière du Voyage de Babar. Les pages 4 et 5 représentent une des plages de Sainte-Maxime. Cette plage s'appelle d'ailleurs aujourd'hui « La Plage des Éléphants ».

## Généalogie

### Ses fils
- l'aîné, Laurent, prend la suite de son père, émigre aux États-Unis en 1985 — d'où il continue la série[8].
- le cadet, Matthieu, est pédiatre.
- le benjamin, Thierry, est professeur de piano à l’École normale de musique de Paris. Concertiste renommé, il entre en religion à l’âge de 40 ans, à l’abbaye bénédictine d’En Calcat, dans le Tarn.

### Frères et sœurs
- Sa sœur, Cosette, est la mère de Marie-Claude Vaillant-Couturier et la femme de Lucien Vogel.
- Son frère, Michel, est un homme de presse français et rédacteur en chef de Vogue France durant de nombreuses années.

### Autres
- Cécile Sabouraud, sa femme, est la tante de Brigitte Sabouraud, auteure, compositrice, interprète de chansons françaises et cofondatrice du cabaret L'Écluse.

## Les origines de Babar
Cécile Sabouraud « inventa » le personnage et les aventures d’un petit éléphant intrépide et bien élevé, un soir d’été 1930 dans la maison familiale de Chessy pour consoler les deux petits Laurent et Mathieu ; son mari, Jean de Brunhoff, s’inspira de cette histoire pour créer Babar, dont le premier album fut publié dès 1931.

## Œuvres
Babar, Hachette (albums publiés de son vivant)
1. Histoire de Babar, le petit éléphant, Paris, Éditions du Jardin des modes, 1931  (Wikisource)
2. Le Voyage de Babar, Éditions du Jardin des modes, octobre 1932
3. Le Roi Babar, Éditions du Jardin des modes, décembre 1933
4. A.B.C. de Babar, Éditions du Jardin des modes, décembre 1934[9]
5. Les Vacances de Zéphir, Hachette, décembre 1936

Babar, Hachette (albums posthumes mis en couleur par son fils Laurent de Brunhoff)
1. Babar en famille, Hachette, avril 1938
2. Babar et le Père Noël, Hachette, décembre 1941

## Hommages

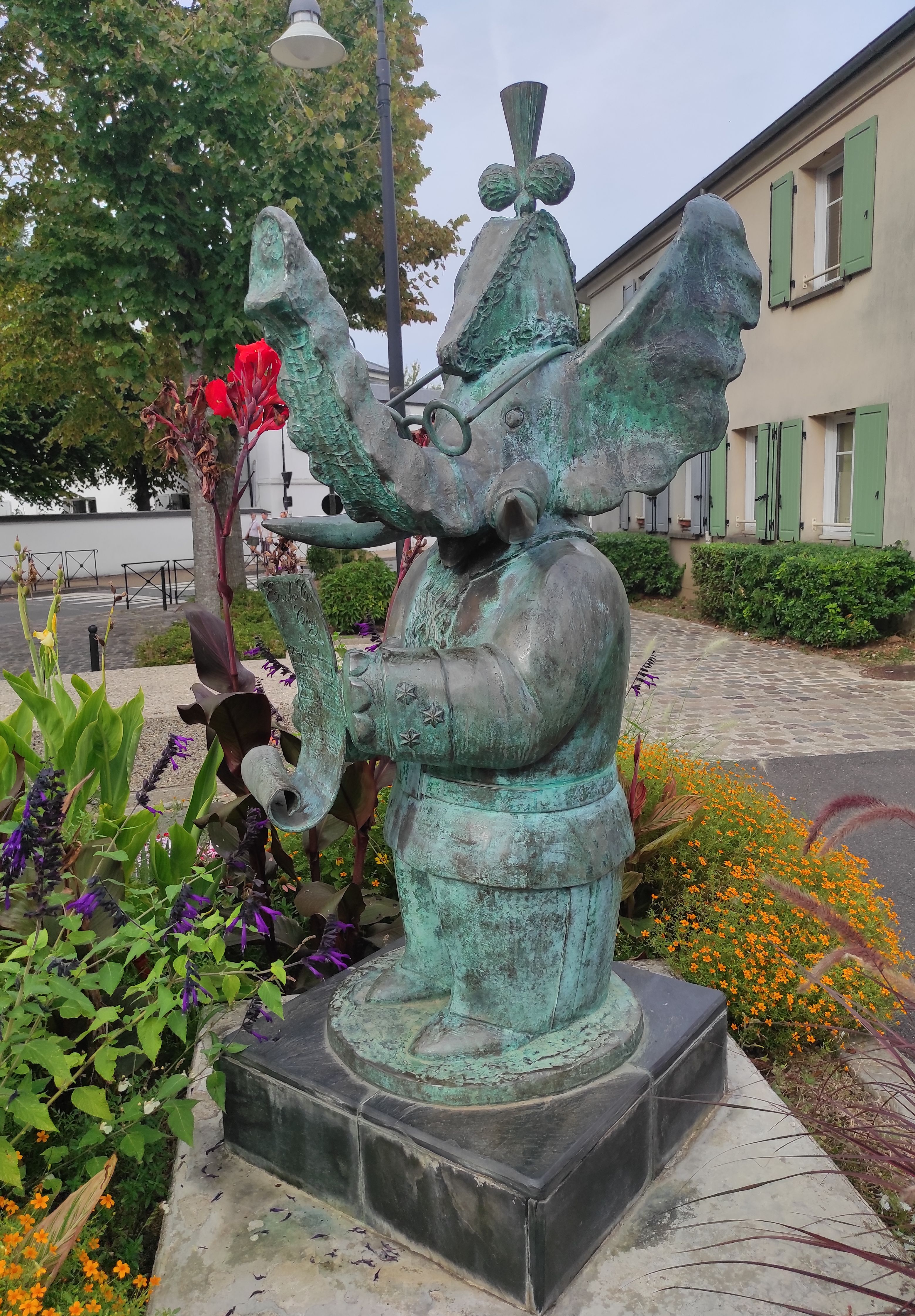
Devant l'Ecole Cornelius de Chessy

- La cour des petits de l'École alsacienne est nommée « cour Babar » en l'honneur du dessinateur qui y étudia[10].
- La statue de Cornélius, le précepteur de Babar, sied à l'entrée du groupe scolaire Cornélius de la commune de Chessy, où la famille a résidé.
- Le jardin des Gogottes, jardin public situé à Guyancourt dans les Yvelines est organisé autour des sculptures de quatre Gogottes inspirées par l'album Les Vacances de Zéphir. Le jardin est l'œuvre du sculpteur Philolaos.